# Jean Charles Blanc

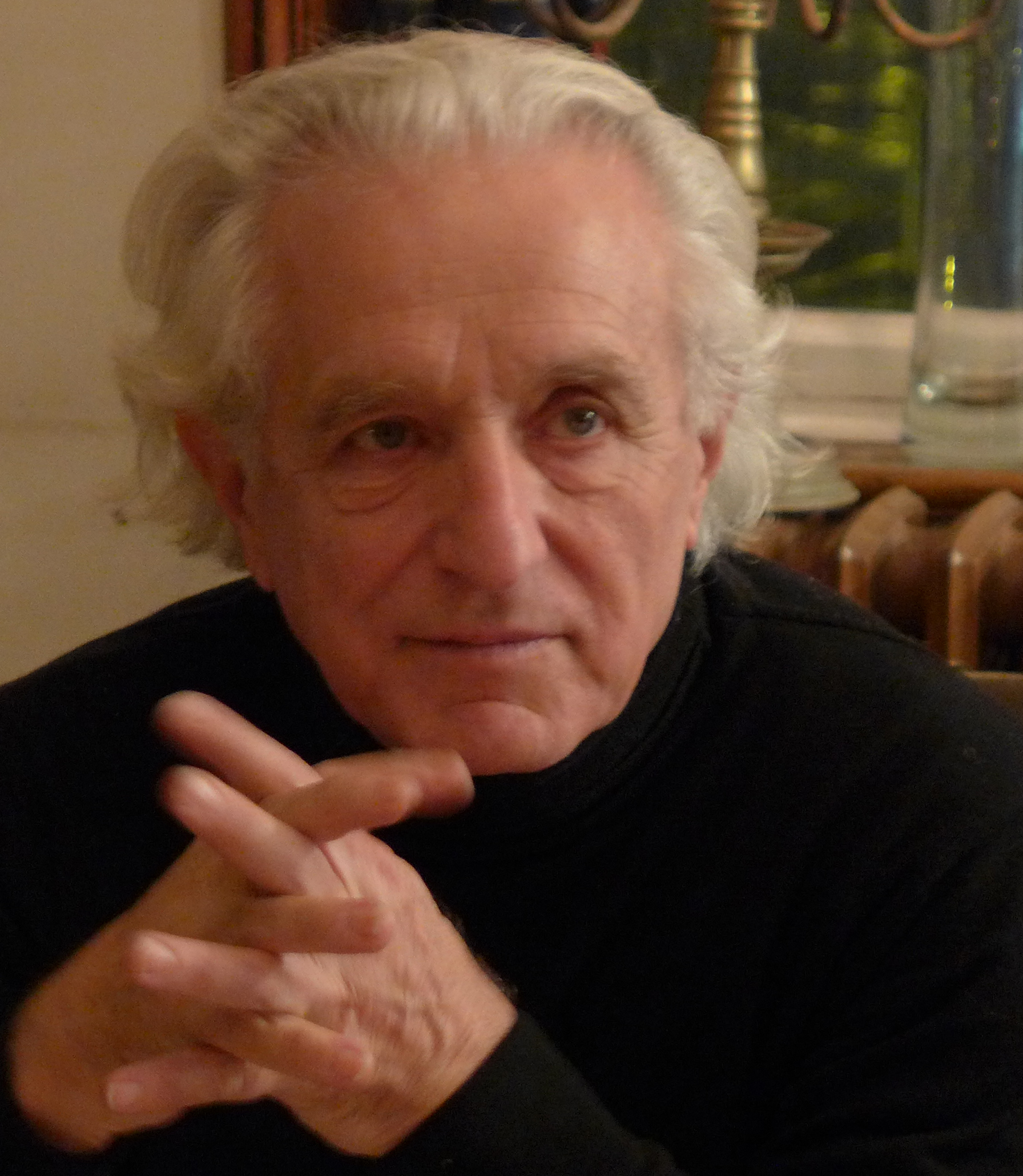
Jean Charles Blanc

Jean Charles Blanc (* 1942 in Chamalières, Pseudonym „Safid“) ist ein französischer Autor, Fotograf, Maler, Bildhauer und Reisender.

## Künstlerisches Werk
Das künstlerischen Schaffen von Jean Charles Blanc begrenzt sich nicht auf einen festen Gegenstandsbereich. Blanc bedient sich u. a. der Malerei, Skulptur, Video und Fotografie und mischt diese immer wieder miteinander, um multimediale Bildwelten und Erlebnisgegenstände zu schaffen.

## Ausstellungen (Auswahl)
- Trois contes - Afghanistan, Îles Marquise, les Andes[1], Musée Hèbre, Rochefort, 2022.
- La montagne baroque, Galerie Omnius, Arles, 2016.
- Dernière séance, Musée Henri Martin, Cahors, 2010.
- Les roses noires de Bâmiyan, Simiane la Rotonde, 2002 und Kabul (Afghanistan), 2004.
- Etant donné… les monts de la lune, Épinal, 2000.
- La maison de Marthe, Biennale d’Alexandrie, Egypte, 1999
- L’atelier de Jessie Bee, Musée Matisse, Le Câteau-Cambrésis, 1998
- White Spirit, City Art Gallery, Auckland (Neuseeland), 1995.
- Auberge Cheval Blanc, Musée Léon Dierx, Saint Denis (Réunion), 1993.
- 42, retour à la case départ, Musée de l’Image, Épinal, 1989
- Le coquin des Marquises, Musée des Beaux Arts, Chartres, 1987
- Fictions et constructions 42 ème Biennale de Venise, 1986
- B Wanrted Pace Mac Gill Gallery, New York, 1986
- Photographie contemporaine en France[2], Centre Pompidou, Paris, 1984/85.
- B wanted, galerie Samia Saouma, Paris 1984
- XIIème Biennale de Paris, 1982
- Impressions (polaroîd SX70), Galerie Claude Givaudan, Genf 1980.
- Land escapes, Edward Totah Gallery, London, 1981.
- Afghan Trucks, Photographers’ Gallery, London 1976.

## Bibliographie (Auswahl)
- Afghan Trucks, MMD, London 1976.
- L’Afghanistan et ses populations, Editions Complexe, Bruxelles 1976.
- La case mystérieuse. Editions La Différence, Paris 1987.
- White Shadow – 84 photographs by Jessie Bee. Musée de l’Image, Épinal 1990.
- A propos de la fille de Gauguin. Musée Léon Dierx, Saint Denis (Réunion), 1993.
- 7 Toiles de jouir – Carnet de Jessie Bee. Zusammen mit Jessie Bee, Editions le Roi Mangue, Lille, 1998.
- Lettres des Iles Marquises. Zusammen mit Jessie Bee, Editions Mille et un soirs, Musée Matisse 1998.
- Famadihana – La valise de Marthe. Editions Farrago, 1999.
- La Mythologie Indienne. Editions Actes Sud, Arles 2002.
- Les roses noirs de Bâmiyan – Une vallée afghane. Editions Hindu Kush, 2002.
- Dernière séance. Musée Henri Martin, Cahors 2010.
- Chants de Rossignols- (Radio Kabul)  Verlag Kettler, Dortmund 2015.
- Fermé le Dimanche. Editions à la sauvette, Paris 2022.